# Losoul
Losoul (alternativ: LoSoul; * 1971 in Köln als Peter Kremeier) ist ein deutscher DJ und Musiker der elektronischen Musik.
Er veröffentlichte auch unter den Pseudonymen Silhouétte Eléctronique, Don Disco, LoMotion, Nuclear, Projam und Project Remark.

## Lebenslauf
In der Jugend entdeckte Peter Kremeier seine Leidenschaft für Disco, Soul, Jazz und Klassik, sowie durch seine Freunde den Weg zu Hip-Hop und Techno. Nach seinem Umzug im Jahre 1989 ins Rhein-Main-Gebiet kam er mit den Musikstilen Punk, EBM und Industrial in Berührung. Im Jahr 1992 bekam er durch die Diskotheken Omen und Dorian Gray in Frankfurt am Main weitere Eindrücke und fand so einen stärkeren Bezug zur damaligen Clubmusik.
Er begann seine Karriere 1994 in seiner Heimatstadt Köln. Durch die Gründung eines eigenen Soundsystems mit Freunden in Wiesbaden und der Veranstaltung von Partys in der dortigen Szene wurden Carl Craig und Ata auf ihn aufmerksam. Unter dem damaligen Synonym Don Disco veröffentlichte er seine erste Platte. Nach der Ablehnung des ersten Demo-Tapes bewarb sich Kremeier alias Losoul mit der Maxi Open Door nochmals beim Label Playhouse und erhielt so einen Plattenvertrag. Er konnte mit diesem Stück einen weltweiten Clubhit landen, der in kurzer Zeit zu den Klassikern in der House-Szene avancierte.
Im Jahr 2000 veröffentlichte er sein erstes Album unter dem Namen Belong. Mit diesem Album verbindet Kremeier seine Wurzeln im Funk in Kombination mit technoider Tanzmusik. Er veröffentlichte im Jahre 2004 sein zweites Album unter dem Titel Getting Even sowie weitere Maxis wie Don't Play my Story oder Lies.
Kremeier lebt in Frankfurt am Main.

## Diskografie

### Alben
- Belong, Playhouse (2000)
- Getting Even, Playhouse (2004)
- Care, Playhouse (2009)
- Island Time, Hypercolour (2018)

### Maxi-Singles
- Affected, Placid Flavour (1994)
- Caterpillar, Playhouse (1996)
- Don Disco De Super Bleep, Playhouse (1996)
- Mandu, Playhouse (1996)
- Open Door, Playhouse (1996, 2007) / EC Records (1997) / Elevate (US) (1998)
- Synchro, Playhouse (1997, 2005)
- Ex.or.zis.mus, Klang Elektronik (1998)
- Late Chick, Playhouse (1999)
- Lies (Watch Your Lift), Playhouse (1999), Classic (2000)
- Second Nature / Lies, Nova Records (2000)
- Aspects On The Same Theme, Moodmusic (2001)
- Warriors, Playhouse (2002)
- Don't Play My Story, Playhouse (2003)
- In And Out Of The Shade, Moodmusic (2003)
- International Snootleg, Playhouse (2003)
- You Know, Playhouse (2004)
- Brain Of Glass / You Know, Playhouse (2005)
- What Radio?, Playhouse (2006)
- No Favourite Objection, Playhouse (2008)
- Raw Beauty, Playhouse (2008)
- RA.149, Resident Advisor (2009)
- Slightly / Gridlock, Playhouse (2009)
- Up The Beach, Playhouse (2009)
- Care Remixes Pt.2, Playhouse (2010)
- Care Remixes Pt.3, Playhouse (2010)
- Care Remixes Pt.4, Playhouse (2010)
- Calma, Logistic Records (2010)
- Sawce, Logistic Records (2012)
- Show me yours, Hartchef Discos (2012)
- Slowly Turning, Hypercolour (2012)
- Immanent EP, Another Picture (2014)
- New Day, Amam (2014)
- The Pulses EP, Another Picure (2015)
- Losoul, Karat Records (2015)
- Soda Island, Tardis Records (2016)
- A Different Wave, Mule Musiq (2019)
- Placeless EP, Another Picture (2020)
- Individual Sin, Slices of Life (2021)